# Topper Headon
 (avril 2017).
Si vous disposez d'ouvrages ou d'articles de référence ou si vous connaissez des sites web de qualité traitant du thème abordé ici, merci de compléter l'article en donnant les références utiles à sa vérifiabilité et en les liant à la section « Notes et références ».
Topper Headon (né Nicholas Bowen Headon le 30 mai 1955 à Bromley, Kent en Angleterre) est un batteur de rock. Il est principalement connu pour avoir été le batteur du groupe punk britannique The Clash, qu’il fut forcé de quitter à cause de son addiction à l’héroïne qui faisait baisser la qualité de ses performances.

## Biographie
Topper Headon apparaît sur la scène punk rock londonienne avec les GIs et London SS. Après une audition de plus de 200 batteurs, « Topper » décroche le poste de Terry Chimes comme batteur de The Clash juste après les enregistrements du premier album. C’est grâce à la qualité de son jeu que le groupe prend son envol. On lui doit aussi de nombreuses contributions à la composition de chansons du groupe, comme Ivan meets G.I. Joe (qu’il chante sur Sandinista) et le fameux Rock the Casbah en 1982 (plus grand succès radio du groupe aux États-Unis). C'est lui qui composa cette chanson et joue de tous les instruments sur l'album, sauf les guitares et la basse.
Il se fait virer du groupe en 1982 à cause de ses problèmes avec l’héroïne. Après son départ, The Clash ne retrouva jamais la verve qui les caractérisait.
En 1986, Topper Headon enregistre un album solo, Wakin' up, avec, Mickey Gallagher (claviériste de studio de The Clash), le guitariste Bob Tench (ex-Jeff Beck), Jerome Rimson à la basse et le chanteur Jimmy Helms. Un album soul qui, en dépit d’une bonne qualité, n'est pas souligné par la critique.
Malgré un projet franco-britannique avec Louis Bertignac et Corine Marienneau, la toxicomanie mettra sa carrière sous l’éteignoir à partir de 1987, jusqu'aux rumeurs de reformations de la version des Clash dans les années 2000. Rumeurs qui s'éteignent avec le décès de Joe Strummer en décembre 2002.
Topper Headon est atteint d'une spondylarthrite ankylosante, une maladie inflammatoire de la colonne vertébrale.